# Belfaux
Belfaux é uma comuna da Suíça, no Cantão Friburgo, com cerca de 2.282 habitantes. Estende-se por uma área de 6,43 km², de densidade populacional de 355 hab/km². Confina com as seguintes comunas: Autafond, Chésopelloz, Corminboeuf, Givisiez, Grolley, La Sonnaz, Misery-Courtion.
A língua oficial nesta comuna é o Francês.